# فرد هرمان براندت
فرد هرمان براندت (بالألمانية: Fred H. Brandt)‏ هو عالم حشرات وعالم نبات ألماني، ولد في 1908 في ألمانيا، وتوفي في 1994.